# Jackson Center
Jackson Center ist ein Village im Shelby County, Ohio, Vereinigte Staaten. Sie liegt im Nordosten des County. Jackson Center liegt an der Ohio State Route 65 und der Ohio State Route 274. Bis zur Interstate 75 sind es 7 Meilen (rund 11 km). Bis zum Indian Lake sind es 10 Meilen (16 km), bis nach Wapakoneta und Sidney sind es 15 Meilen (24 km).

## Geschichte
Gegründet wurde Jackson Center am 4. Mai 1835 mit 24 Gebäuden. Zu der Zeit waren ein Gemischtwarenladen, ein Schmied, ein Schuster und ein "Hotel", sowie einige andere Geschäfte in dem Ort ansässig. Die erste Kirche wurde 1838 von den Methodisten gebaut. Im Juni 1895 wurde eine Bank unter dem Namen The Farmer's & Merchants Bank gegründet. Sie wurde 1907 in First National Bank of Jackson umbenannt.

## Bevölkerung
Die Bevölkerung betrug 1.369 Einwohner bei der Volkszählung im Jahr 2000.

## Wirtschaft und Infrastruktur

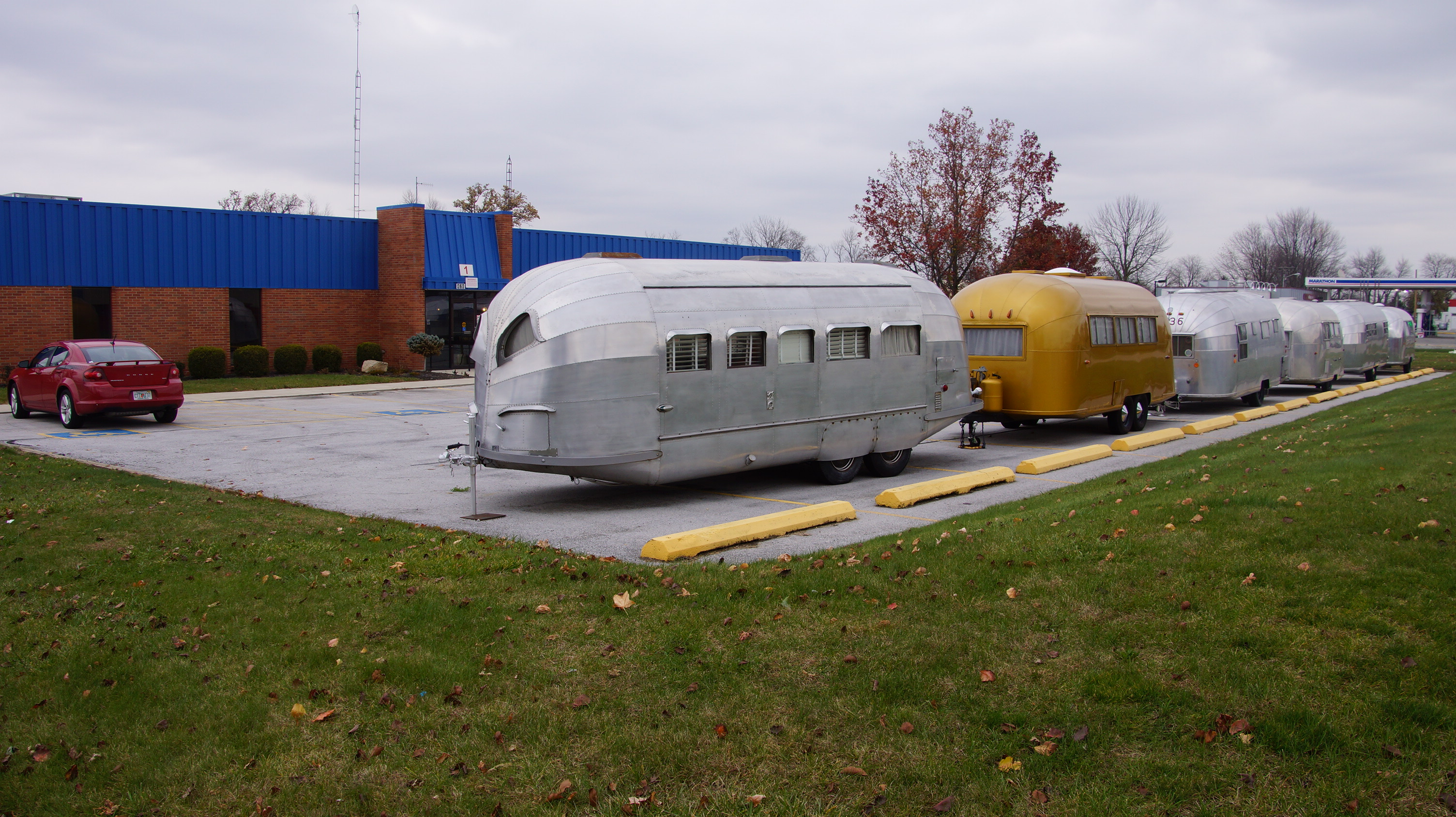
Firma Airstream in Jackson Center

Seit 1952 ist in Jackson Center der Großraumwohnwagen-Hersteller Airstream beheimatet.